# キャント・フィール・マイ・フェイス
「キャント・フィール・マイ・フェイス」（Can't Feel My Face）は、2015年6月8日に発売されたザ・ウィークエンドのシングル。発売元はXO（Universal Music Group）。
この曲は主に音楽評論家やリスナーからマイケル・ジャクソンの作品や音と類似していると考えられている。ローリング・ストーン誌は2015年のベストソングにこの曲を選んだ。

## 収録曲
1. Can’t Feel My Face [3:35]
Produced by Max Martin, Ali Payami
(作詞・作曲：Abel Tesfaye, Ali Payami, Savan Kotecha, Max Martin, Peter Svensson)
  - 第58回グラミー賞では最優秀レコード賞と最優秀ポップ・ソロ・パフォーマンスにノミネートされた[18]。
2. The Hills [4:02]
Produced by Illangelo, Mano
(作詞・作曲：Abel Tesfaye, Emmanuel Nickerson, Carlo Montagnese, Ahmad Balshe)
  - 2015年5月27日に配信でリリースされた楽曲。

## クレジット
Can’t Feel My Face
- Max Martin：Programming
- Ali Payami：Bass, Keyboards, Synthesizer, Drum Programming
- Peter Svensson：Additional Keyboards
- Vocal Editing by Peter Carlsson
- Engineer：Sam Holland
- Mixed by Serban Ghenea
- Mix Engineer：John Hanes
- Assistant Recording Engineer：Cory Bice, Jeremy Lertola
- Mixed at Mixstar Studios, Virginia Beach, VA

The Hills
- Recorded, Engineered & Mixed by Carlo "Illangelo" Montagnese (at Abel's Crib, Trump Towers, Tornoto, ON)

## 受賞・ノミネート
| 音楽賞                                         | 賞                                   | 結果       |
| ---------------------------------------------- | ------------------------------------ | ---------- |
| アメリカン・ミュージック・アワード・オブ・2015 | 最優秀シングル賞                     | ノミネート |
| ビルボード・ミュージック・アワード2016         | Hot100・最優秀楽曲賞                 | ノミネート |
| ビルボード・ミュージック・アワード2016         | 最優秀R&B楽曲賞                      | ノミネート |
| ビルボード・ミュージック・アワード2016         | 最優秀ラジオ楽曲賞                   | ノミネート |
| BBC・ミュージック・アワード・2016              | 最優秀楽曲賞                         | ノミネート |
| 第58回グラミー賞                               | 最優秀レコード賞                     | ノミネート |
| 第58回グラミー賞                               | 最優秀ポップ・ソロ・パフォーマンス賞 | ノミネート |